# Diestramima intermedia
Diestramima intermedia is een rechtvleugelig insect uit de familie grottensprinkhanen (Rhaphidophoridae). De wetenschappelijke naam van deze soort is voor het eerst geldig gepubliceerd in 2001 door Liu & Zhang.